# 阿根廷羽油鯰
阿根廷羽油鯰，為輻鰭魚綱鯰形目鼬鯰科的其中一種，為熱帶淡水魚，分布於南美洲阿根廷烏拉圭河及巴拉那河流域，棲息在底層水域，生活習性不明。

## 扩展阅读
維基物種上的相關：阿根廷羽油鯰